# 10 000 Hz Legend
Pour les articles homonymes, voir 10 000.
Albums de Air
The Virgin Suicides
(2000) Everybody Hertz
(2002)
10 000 Hz Legend est le troisième album du groupe de musique électronique français Air. Il sort en 2001. La pochette de l’album a été créée par le designer français Ora-ïto.
Sur cet album, la musique d'Air prend une dimension un peu plus expérimentale. Proposant des morceaux généralement plus longs que sur Moon Safari, 10 000 Hz Legend s'en distingue également par une atmosphère différente et une tendance à s'ouvrir vers d'autres styles. Certaines passages musicaux peuvent évoquer Pink Floyd, Neu!, Ultravox, Ennio Morricone et les Beatles.
Les titres Don't Be Light, How Does It Make You Feel? et People in the City ont fait l'objet de remixes pour l'opus Everybody Hertz sorti l'année suivante.

## Réception
L'album est inclus dans l'ouvrage Philippe Manœuvre présente : Rock français, de Johnny à BB Brunes, 123 albums essentiels.
Le site musical américain Stereogum tire son nom des paroles de la chanson Radio #1.

## Liste des titres
| No  | Titre                      | Musique                                               | Chanté par                                                                    | Durée |
| --- | -------------------------- | ----------------------------------------------------- | ----------------------------------------------------------------------------- | ----- |
| 1.  | Electronic Performers      | Jean-Benoît Dunckel et Nicolas Godin                  |                                                                               | 5:35  |
| 2.  | How Does It Make You Feel? | Jean-Benoît Dunckel et Nicolas Godin                  | Roger Joseph Manning Jr.                                                      | 4:37  |
| 3.  | Radio #1                   | Jean-Benoît Dunckel et Nicolas Godin                  | Roger Joseph Manning Jr., Justin Meldal-Johnsen, Ken Andrews et Jason Falkner | 4:22  |
| 4.  | The Vagabond               | Jean-Benoît Dunckel, Nicolas Godin et Beck            | Beck                                                                          | 5:37  |
| 5.  | Radian                     | Jean-Benoît Dunckel et Nicolas Godin                  |                                                                               | 7:37  |
| 6.  | Lucky and Unhappy          | Jean-Benoît Dunckel et Nicolas Godin                  | Lisa Papineau, Ken Andrews et Jason Falkner                                   | 4:31  |
| 7.  | Sex Born Poison            | Jean-Benoît Dunckel, Nicolas Godin et SuGar Yoshinaga | Buffalo Daughter                                                              | 6:18  |
| 8.  | People in the City         | Jean-Benoît Dunckel et Nicolas Godin                  | Ken Andrews et Jason Falkner                                                  | 4:57  |
| 9.  | Wonder Milky Bitch         | Jean-Benoît Dunckel et Nicolas Godin                  |                                                                               | 5:50  |
| 10. | Don't Be Light             | Jean-Benoît Dunckel et Nicolas Godin                  | Beck                                                                          | 6:18  |
| 11. | Caramel Prisoner           | Jean-Benoît Dunckel et Nicolas Godin                  |                                                                               | 4:56  |

## Musiciens additionnels
- Brian Reitzell : batterie sur How Does It Make You Feel?, Radio #1, The Vagabond, Radian, People in the City, Wonder Milky Bitch, et Don't Be Light.
- Justin Meldal-Johnsen : basse sur How Does It Make You Feel?, Radio #1, Radian et Don't Be Light ; Percussions sur Radio #1 et Don't Be Light.
- Roger Joseph Manning Jr. : clavier sur Radio #1, Radian et Don't Be Light.
- Beck : harmonica sur The Vagabond
- Corky Hale : harpe sur Radian
- Barbara Cohen : voix sur Radian